# Anticoli Corrado
Anticoli Corrado – miejscowość i gmina we Włoszech, w regionie Lacjum, w prowincji Rzym.
Według danych na rok 2004 gminę zamieszkiwało 909 osób, 56,8 os./km².